# Hudson Hawk (jeu vidéo)
Hudson Hawk est un jeu vidéo de plates-formes développé par Special FX Ltd. et édité par Ocean Software, sorti en 1991 sur Amiga, Amstrad CPC, Atari ST, Commodore 64, ZX Spectrum, NES et Game Boy.
Il est basé sur le film Hudson Hawk, gentleman et cambrioleur.

## Accueil
- Amiga Joker : 52 % (Amiga)[1]
- Amiga Power : 75 % (Amiga)[2]
- Famitsu : 20/40 (GB) [3]
- Your Sinclair : 80 % (ZX)[4]